# Mallory Square

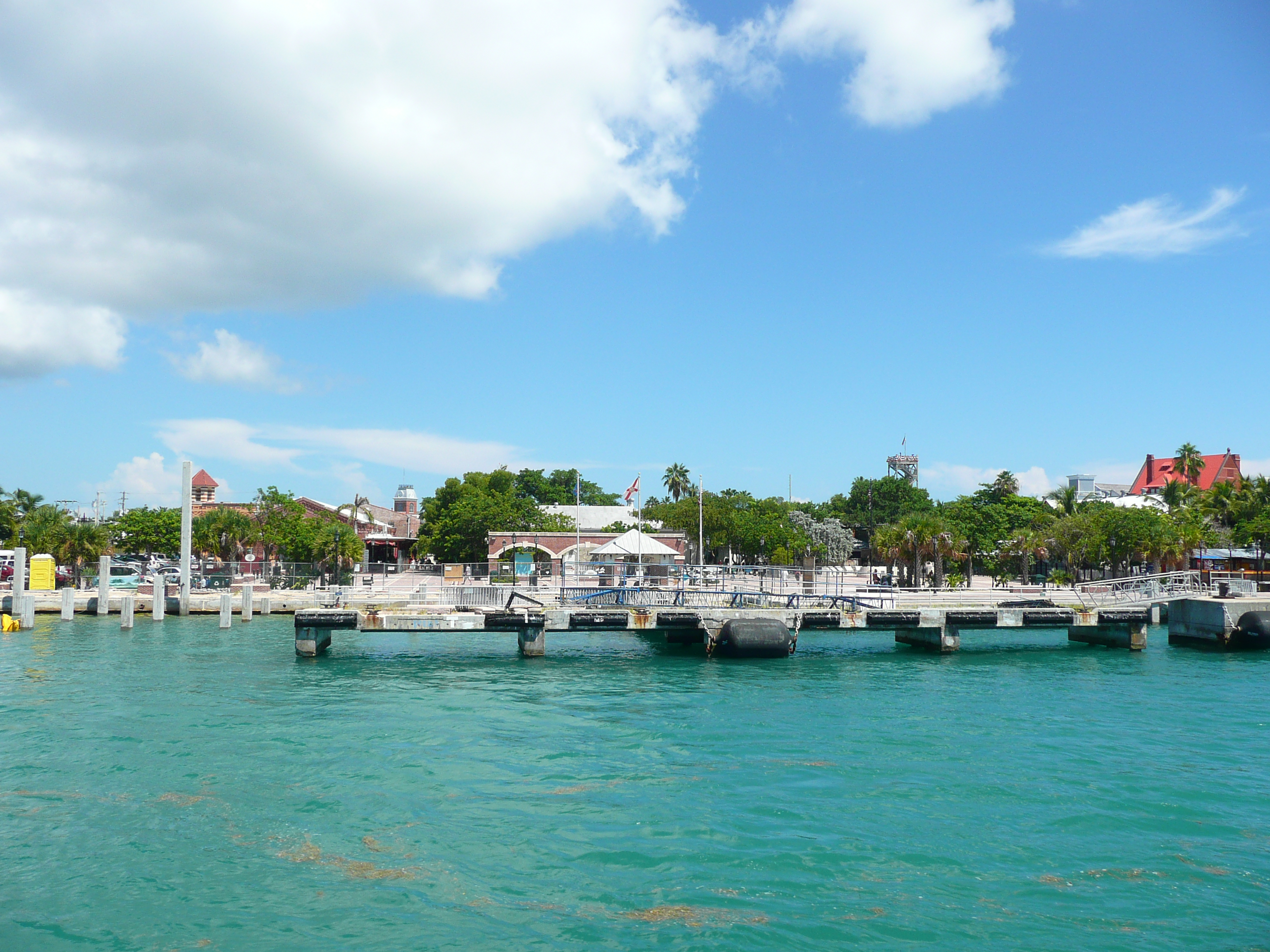
Mallory Square vista desde el Golfo de México con el centro de Cayo Hueso al fondo

Mallory Square es una plaza situada en la ciudad de Cayo Hueso, Florida. Se encuentra en el paseo marítimo del histórico Ciudad Antigua de Cayo Hueso, junto al puerto de cruceros. Se encuentra justo al oeste del extremo norte de Duval Street, frente al Golfo de México. Recorre toda la longitud de Wall Street. Junto a la plaza se encuentran el Key West Shipwreck Historeum Museum y la Old Post Office and Customshouse.

## Celebración de la puesta de sol
En Mallory Square se celebra la "Sunset Celebration", considerada una de las principales atracciones turísticas de la ciudad. En la Sunset Celebration participan cientos de turistas que llegan cada noche para ver la puesta de sol. La celebración incluye expositores de arte y artesanía, artistas callejeros y carros de comida. Comienza dos horas antes de la puesta de sol, todos los días del año.
En 1984, la ciudad abrió un muelle justo en la plaza Mallory. La decisión se encontró con una considerable oposición por parte de la gente que consideraba que interrumpiría la tradición de ver la puesta de sol en Mallory Square. En respuesta a esto, la ciudad aprobó una ordenanza que exigía a los cruceros salir del puerto dos horas antes de la puesta de sol, lo que les permitía volver después de la puesta de sol sin una tasa de atraque adicional.

## Jardín de Esculturas Conmemorativas
El Jardín de Esculturas Conmemorativas de Cayo Hueso en Mallory Square contiene bustos de bronce de personas que tuvieron un gran impacto en Cayo Hueso. Hay un monumento de 20 pies titulado "Los náufragos" y 39 bustos, en honor a A. Maitland Adams, John Bartlum, Livingston W. Bethel, Jefferson B. Browne, Sandy Cornish, William Curry, Carlos M. DeCespedes, Nelson Francis de Sales English, Henry M. Flagler, Sister Louis Gabriel, Eduardo Gato, John Huling Geiger, Maria Gutsens, Dr. J. V. Harris, Charles Helberg, Ernest Hemingway, Lena Johnson, William R. Kerr, Elisabeth Merklin Knight Beiglett Smith, John Lowe Jr, Ellen Russell Mallory, Stephen R. Mallory, Juez William Marvin, Bernie C. Papy, Joe Pearlman, Dr. J. Y. Porter, Comodoro David W. Porter, Peter Roberts, el capitán Edward "Bra" Saunders, John Watson Simonton, Julius Stone, Norberg Thompson, Asa Forseyth Tift, Charley Toppino, Harry S. Truman, William Whitehead y Thomas Lanier "Tennessee" Williams, todos ellos esculpidos por James Mastin.